# 夏珪

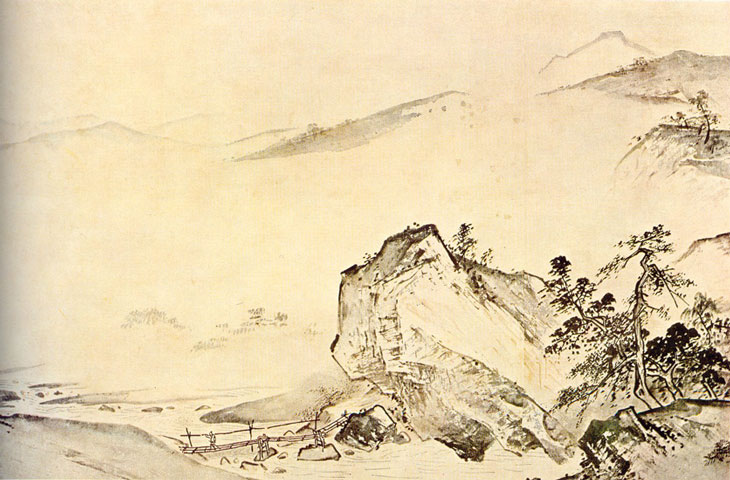
渓山清遠図（部分） 国立故宮博物院

夏 珪（か けい、生没年不詳）は、南宋の画家。字は禹玉。当時における院体画の第一人者とされる。
杭州銭塘県の出身。南宋の都の臨安の画院で、寧宗の時代に活躍をみせた。とりわけ山水画が有名である。北宋期の風景画が大観的な視点から描いているのに対し、夏珪の画の多くは、画の一角に風景を描き多くを余白にした（「辺角の景」）。かつては「伝夏珪　竹林山水図」が旧広島藩浅野家に蔵されていた。

## 文献
- 鈴木敬編 『李唐・馬遠・夏珪　水墨美術大系 第2巻』 集英社、1974年、普及版1980年
- 小川裕充編 『南宋の絵画　故宮博物院2』 日本放送出版協会、1998年
- 山下裕二 『室町絵画の残像』、「夏珪と室町水墨画」を収録、中央公論美術出版、2000年